# دیزناب
دیزناب یکی از روستاهای استان آذربایجان شرقی است که در دهستان مهران‌رود جنوبی بخش مرکزی شهرستان بستان‌آباد واقع شده‌است.زبان مردم این روستا ترکی آذربایجانی می باشد.این روستا  ۱۶۳ تا ۲۰۲ نفر جمعیت دارد.

## موقعیت
وضعیت طبیعی روستا کوهستانی تپه‌ای می‌باشد. این روستا در دامنه کوه به صورت کم شیب واقع شده‌است که دارای حدود ۴۶خانوار و جمعیت حدود بر ۲۰۲نفر می‌باشد. همچنین از منابع آبی نیز می‌توان رودخانه بیوه چای را (رودخانه بزرگ) که از دامنه‌های کوه سهند سرچشمه می‌گیرد معرفی کرد که در همجواری این روستا قرار دارد.

## مکان‌های تاریخی
گورستان دیزناب  یکی از محلهای تاریخی شهرستان بستان‌آباد و روستای دیزناب می‌باشد.

## دین اکثر اهالی اسلام شیعی بوده که پس از ظهور مذهب بهاییت و تبلیغ آیین بهایی در روستای همجوار سیسان موجب تغییر افکار جمعی از اهالی روستا و تغییر مذهب به بهاییت  شد که موجب شکاف عقاید بین اهالی روستا خصوصا بالا ده با پایین ده گردید
نمایی از دیزناب